# Hay Castle
Hay Castle är ett slott i Storbritannien.   Det ligger i kommunen Powys och riksdelen Wales, i den södra delen av landet, 210 km väster om huvudstaden London. Hay Castle ligger 107 meter över havet.
Terrängen runt Hay Castle är huvudsakligen kuperad, men åt nordost är den platt. Hay Castle ligger nere i en dal. Runt Hay Castle är det ganska tätbefolkat, med 93 invånare per kvadratkilometer. Närmaste större samhälle är Kington, 16,0 km norr om Hay Castle. Trakten runt Hay Castle består i huvudsak av gräsmarker.